# باشگاه فوتبال سن خوزه اوکس
سن خوزه اوکس یک باشگاه فوتبال نیمه حرفه‌ای از سن خوزه، کالیفرنیا با وابستگی به اتحادیه فوتبال کالیفرنیا است.

## تاریخچه
اوکس در سال ۱۹۷۴ به عنوان یک تیم آماتور تاسیس شد. این تیم در لیگ بین‌المللی فوتبال کالیفرنیا و لیگ فوتبال پنینسولا شرکت کرده است. یکی از برجسته‌ترین دستاوردهای آنها قهرمانی در جام یو اس اوپن ایالات متحده در سال ۱۹۹۲ و شرکت متعاقب آن در جام برندگان جام کونکاکاف بود.